# Herminia Álvarez Herrera
Natividad Herminia Álvarez Herrera (Santa María del Oro, Durango, 1888-Ciudad de México, 1955) fue una veterana de la Revolución Mexicana, propagandista, educadora, tutora personal e institutriz de los hijos de Venustiano Carranza. Fue fundadora de la Confederación Femenil Mexicana.

## Biografía
Se unió a la revolución como propagandista en 1910, con la intención de apoyar a Francisco I. Madero. Tras el asesinato de este en 1913, se unió al Club Femenino Lealtad —una organización que estaba en contra de Victoriano Huerta—, participó en manifestaciones y distribuyó propaganda para los constitucionalistas junto a María Arias Bernal. Ese año, su hermana Concepción también se unió a las fuerzas revolucionarias.
Álvarez Herrera fundó la Escuela Vocacional Corregidora de Querétaro en la Ciudad de México, junto con Arias Bernal, Eulalia Guzmán y Dolores Sotomayor, que ofrecía capacitación técnica a las mujeres para ayudarlas a mejorar sus circunstancias familiares y económicas. Venustiano Carranza la nombró institutriz privada y maestra de sus hijos en 1914.
Después del derrocamiento de Victoriano Huerta, Carranza comisionó a Álvarez Herrera para viajar y entrevistar a líderes revolucionarios en diferentes partes del país. Carranza también comisionó a un grupo de maestros y profesionales en quienes confiaba para reformar y reconstruir la sociedad a través de la educación y la propaganda. Envió cuarenta y cuatro maestros a Puebla, veintisiete a Querétaro, cuatro a Tabasco, veinte a Yucatán, cinco a difundir propaganda al ejército del general Álvaro Obregón y veintisiete maestros viajaron con él. Álvarez Herrera formó parte del grupo que acompañó a Carranza a Veracruz. Fue honrada con un diploma al mérito revolucionario en 1916.
Fundó la Confederación Femenil Mexicana en 1931, algunas comunistas, como Cuca García y Concha Michel, hablaron sobre la explotación. Querían medidas para contrarrestar la explotación de las mujeres mexicanas, como el acceso a la educación, comedores para trabajadoras, viviendas comunales, atención médica, un departamento legal y leyes proteccionistas. Se unió al Partido Nacional Revolucionario en 1933. Ese año participó en el segundo Congreso Nacional de Trabajadores y Campesinos.